# Dědíme po dědovi
Dědíme po dědovi (v anglickém originále Loan-a Lisa) je 2. díl 22. řady (celkem 466.) amerického animovaného seriálu Simpsonovi. Scénář napsala Valentina L. Garzaová a díl režíroval Matthew Faughnan. V USA měl premiéru dne 3. října 2010 na stanici Fox Broadcasting Company a v Česku byl poprvé vysílán 19. května 2011 na stanici Prima Cool.

## Děj
Dědeček se rozhodne, že své rodině předá dědictví hned, místo aby ji nechal čekat až do své smrti. Každému připadne podíl 50 dolarů a rozhodnou se je utratit v obchodním domě Costington's. Bart zaplatí Gilu Gundersonovi za to, že bude chodit po eskalátoru, zatímco Marge si vybere kabelku, ale její cenovku 500 dolarů si špatně přečte jako 50 dolarů. Nátlak ostatních nakupujících ji vede k tomu, že kabelku zakoupí kreditní kartou. Ačkoli si ji nemůže dovolit, Homer jí navrhne, aby ji používala a pak ji do obchodu vrátila. Během večeře v luxusní restauraci se Marge ze všech sil snaží udržet kabelku čistou, ale Homer na ni kápne krevetovou omáčku. I přes toto poškození je schopna kabelku vrátit a Homer začne kupovat drahé věci na dluh a včas je vracet, aby jí byly vráceny peníze. Homera při tom nakonec přistihne televizní štáb s Chrisem Hansenem, což Homera donutí potupně utéct. 
Líza se mezitím rozhodne věnovat svých 50 dolarů na charitu, ale online seznámení s mikrofinancováním a video od Muhammada Yunuse ji přiměje, aby peníze raději použila na podporu místního podniku. Poskytne Nelsonu Muntzovi půjčku na jeho začínající firmu na výrobu jízdních kol, která začne rychle vzkvétat. Rozhodne se přerušit školu, aby mohl veškerý svůj čas investovat do podnikání; Líza je z této zprávy rozrušená, ale ředitel Skinner si myslí, že by se mu to jako práce na částečný úvazek dobře vyplatilo. Na setkání podnikatelů se Líza snaží Nelsona přesvědčit, aby ve škole zůstal, ale neuspěje, když zjistí, že všichni účastníci z vysoké školy odešli (včetně Marka Zuckerberga, Billa Gatese a Richarda Bransona) a že uklízeč je jedinou přítomnou osobou, která školu neopustila. Děda ji utěšuje, že peníze lidi nezmění, a ona Nelsonovo rozhodnutí zanechat studia přijme. Podnik brzy zkrachuje kvůli tomu, že Nelson nevědomky používá k výrobě kol závadné materiály, například lepidlo rozpustné ve vodě. Po této zkušenosti dojde k závěru, že návrat do školy by nebyl špatný, a předá původních 50 dolarů Skinnerovi, který v nich vidí obrovské přilepšení k rozpočtu školy. Ačkoli Líza o peníze přišla, Nelson jí je vynahradí tím, že ji vezme na bruslení, při kterém srazí Zuckerberga a několik dalších lidí.

## Kulturní odkazy
Na začátku epizody sledují Bart a Líza parodii Itchyho a Scratchyho na film Vzhůru do oblak. Chris Hansen moderuje show parodující pořad To Catch a Predator.

## Přijetí
V původním americkém vysílání se na díl dívalo asi 8,63 milionu domácností a v demografické skupině diváků ve věku 18–49 let dosáhl ratingu 4,2. Jednalo se o nejsledovanější pořad v rámci bloku Animation Domination jak ve sledovanosti, tak v demografické skupině 18–49.
Rowan Kaiser z The A.V. Clubu udělil epizodě hodnocení B−, když uvedl, že „trávení času se Simpsonovými mě obvykle potěší a nic v této epizodě nebylo zvlášť hrozné“.
Brad Tachek z TV Squad ohodnotil díl také kladně: „Dnešní epizoda nebyla tak dobrá jako minulý týden a stejně tak kazatelská, ale stále byla dobrou ukázkou toho, co dělá Simpsonovy skvělými.“.
Patrick D. Gaertner ze serveru Puzzled Pagan napsal: „Tento díl se mi opravdu líbil. Mám pocit, že béčková scéna s Homerem a Marge, kteří se dozvěděli, že mohou být lstiví a vrátit lehce použité zboží, je prostě fajn a upřímně mi přišlo, že jí bylo věnováno příliš mnoho času. Kde ale epizoda září, je primární zápletka. Líbí se mi, že se Líza rozhodla utratit své peníze a dát tak šanci zbídačenému člověku, a myšlenka, že Nelson je dobrodinec, je skvělá. Nelson a Líza mají takový zvláštní vztah a vidět Lízu, jak Nelsonovi poskytuje veškerou možnou podporu a pak se bojí, že mu možná zničila život, je docela skvělé. V téhle epizodě toho opravdu moc není, ale přesto se mi líbí. Je to jednoduchý příběh o podpoře lidí a neodsuzování jejich životních rozhodnutí, a to se povedlo velmi dobře.“.